# 真空メロウ
真空メロウ（しんくうメロウ）は日本の三人組ロックバンド。1999年結成、2005年解散。2011年再結成。
転調・転拍子を多用した、複雑だが難解ではないサウンドとハイトーンなボーカル、独特な歌詞が特徴。

## メンバー
栗原、橋口が大学の先輩、今井が後輩という関係である。
- 今井勝彦 - ボーカル、ギター
- 栗原賢一 - ベース
- 橋口公平 - ドラム

## 経歴
- 1999年、メンバー三人が立教大学のサークルで出会い結成。三人ともローソンのバイトをしていた。
- 2000年、本格的なバンド活動を開始。新宿JAMにて初ライブ。以後は新宿、三軒茶屋を中心に活動。
- 2001年、自主制作盤「音盤22」を発売。
- 2002年10月、UKプロジェクトよりマキシシングル「魔9」を2000枚限定で発売。
- 2003年4月、2ndマキシシングル「心ナイフ」発売。
- 2003年11月、1stアルバム「ぞうの王様」発売。
- 2004年12月、ナゴムスタア（ナゴムレコードとTiNSTARのコラボレート）より、シングル「流行歌」を1000枚限定で発売。
- 2005年1月、アルバム「SEA UNDERSTAND」を発売。
- 2005年7月、新宿LOFTでのライブをもって解散。ボーカルの今井は「今井三弦」（現在は「忌井三弦」）としてソロ活動、ベースの栗原はザ・ガールハントのメンバーとして音楽活動を継続。
- 2011年7月、今井がtwitterで再結成を発表。
- 2015年4月、自主制作盤「アンナ*ソンナ*バカナ」を発売。ディスクユニオンインディーズの週間チャート1位を獲得した。